# Gabunia ruficeps
Gabunia ruficeps là một loài tò vò trong họ Ichneumonidae.